# Праздники Люксембурга
Согласно люксембургскому трудовому кодексу одиннадцать дней в году являются государственными праздниками. Таковыми являются как светские, так и религиозные праздники.
Среди семи религиозных праздников календаря три (Пасхальный понедельник, Вознесение Господне и понедельник Пятидесятницы) являются переходящими, что означает отсутствие фиксированной даты и её отсчёт от даты Пасхи. В случае выпадения двух праздничных дней на одну дату законодательство предусматривает в качестве компенсации дополнительный выходной день. Подобный случай имел место быть в 2024 году, когда дата Вознесения совпала со Днём Европы (9 мая). Аналогичным образом предусмотрен выходной день для случаев, когда праздник выпадает на нерабочий день. Дополнительный компенсационный выходной день должен быть использовать в течение трёх месяцев.

## Список праздничных дней
| Дата                 | Русское название                                                        | Местное название (альтернативное название в скобках) |
| -------------------- | ----------------------------------------------------------------------- | --- |
| 1 января             | Новый год                                                               | фр. Nouvel An люкс. Neijoerschdag нем. Neujahr |
| переходящий праздник | Пасхальный понедельник                                                  | фр. Lundi de Pâques люкс. Ouschterméindeg нем. Ostermontag |
| 1 мая                | Первое мая                                                              | фр. Premier Mai люкс. Éischte Mee нем. Erste Mai |
| 9 мая                | День Европы                                                             | фр. Journée de l'Europe люкс. Europadag нем. Europatag |
| переходящий праздник | Вознесение Господне                                                     | фр. Ascension люкс. Christi Himmelfaart нем. Christi Himmelfahrt                                                                                                |
| переходящий праздник | Понедельник Пятидесятницы (Духов день)                                  | фр. Lundi de Pentecôte люкс. Péngschtméindeg нем. Pfingstmontag                                                                                                 |
| 23 июня              | Празднование дня рождения Великого Герцога, также Национальный праздник | фр. Célébration de l'anniversaire du Grand-Duc (Fête nationale) люкс. Groussherzogsgebuertsdag (Nationalfeierdag) нем. Großherzogsgeburtstag (Nationalfeiertag) |
| 15 августа           | Вознесение Девы Марии                                                   | фр. Assomption люкс. Mariä Himmelfaart нем. Mariä Himmelfahrt                                                                                                   |
| 1 ноября             | День Всех Святых                                                        | фр. Toussaint люкс. Allerhellgen нем. Allerheiligen |
| 25 декабря           | Рождество Христово                                                      | фр. Noël люкс. Chrëschtdag нем. Weihnachten |
| 26 декабря           | День Святого Стефана, также Второй день Рождества                       | фр. Saint Étienne (2e jour de Noël) люкс. Stiefesdag (Zweete Chrëschtdag) нем. Stefanitag (Zweite Weihnachtsfeiertag)                                           |

### Комментарии
1. ↑  С 23 декабря 1961 года дата праздника является фиксированной и не имеет отношения к датам рождения правящих великих герцогов[4].